# Prosobonia
Prosobonia är ett släkte i familjen snäppor inom ordningen vadarfåglar, alla med utbredning i Polynesien. Släktet omfattar idag fyra arter, varav tre är utdöda i modern tid och den femte starkt hotad:
- Kiritimatisnäppa (P. cancellata) – utdöd, placeras ibland i släktet Aechmorhynchus
- Tuamotusnäppa (P. parvirostris) – behandlades tidigare som underart till cancellata
- Tahitisnäppa (P. leucoptera) – utdöd
- Mooreasnäppa (P. ellisi) – utdöd, behandlades tidigare som underart till leucoptera

Ytterligare en utdöd art, hendersonsnäppa (P. sauli), finns beskriven från tidigare under holocen.